# سيد عويس
د.سيد عويس (1913 - 1988) عميد علماء الاجتماع في الوطن العربي.

## نشأته
ولد في فبراير عام 1913م، في حي بولاق بالقاهرة وتوفي في 16 يونيو 1988م. قضى حياته في البحث عن الظواهر الاجتماعية والعادات السلوكية والموروثات القديمة التي تتحكم في المجتمع العربي بصورة عامة والمجتمع العربي المصري بصورة خاصة، كميدان رحب لدراساته المعمقة، ولاسيما أن هذه الظواهر المبنية على ذهنية مركبة تسيطر بشدّة على واقعه الراهن، وتتحكم في ردود أفعاله، وفي قرارات مصيرية بالغة الأهمية.

## أعماله
يعتبر د.سيد عويس الضمير الحيّ للمجتمع في همومه الذاتية وتطلعاته المستقبلية، حيث حمل بأمانة تاريخه الذي أحبه إلى حدّ الهيام به، وعايشه بشفافية، وحلّل ظواهره وسماته العامة وأبدع في نظرياته، تاركاً عطاء خصباً من الكتب والدراسات والمحاضرات، التي لمست جذور المجتمع بالنقد والتحليل والإرشاد النفسي والتوجيه التربوي، لكيلا يجد الإنسان نفسه في عزلة واغتراب في وطنه.
من أقواله التي سجلّها له مفيد فوزي ما معناه: «ارصد الظواهر..اهتم بالعلم فهو سفيرنا للغد..افتتح النوافذ المغلقة لأصحاب الأفكار المبتكرة..لاتخف من أفكار جريئة..فالجرأة هي شباب العقل».

## المؤهلات العلمية
- حصل على درجة البكالوريوس في علم الاجتماع عام 1940.
- ماجستير علم الاجتماع من أمريكا عام 1954.
- دكتوراه علم الاجتماع من أمريكا عام 1956.

## التدرج الوظيفى
- كان أول من عمل في مهنة الخدمة الاجتماعية مديرا لمؤسسة العباسية من مايو 1939 حتى أول يناير 1944.
- مدير مكتب الخدمة العامة لمحكمة الأحداث بالقاهرة من 1944 حتى 1953.

## الهيئات التي انتمى إليها
- شغل عضوية مجلس إدارة المراكز والمجالس القومية المتخصصة.
- أكاديمية البحث العلمي والتكنولوجيا.
- سكرتارية جمعية الخدمات الاجتماعية بحى بولاق التي أسهم في إنشائها عام 1947.

## المؤلفات والإنتاج العلمي
- من ملامح المجتمع المصري المعاصر – ظاهرة إرسال الرسائل إلى ضريح الإمام الشافعي.
- الخلود في التراث الثقافي المصري.
- محاولة في تفسير الشعور بالعداوة.
- حديث عن الثقافة – بعض الحقائق الثقافية المعاصرة.
- هتاف الصامتين.
- الخلود في حياة المصريين المعاصرين- نظرة القادة الثقافيين المصريين نحو ظاهرة الموت ونحو الموتى.
- التاريخ الذي أحمله على ظهري، سيرة ذاتية

## الجوائز والأوسمة
- جائزة الدولة التشجيعية في العلوم الاجتماعية من المجلس الأعلى لرعاية الفنون والآداب والعلوم الاجتماعية، عام 1965.
- جائزة الدولة التقديرية في العلوم الاجتماعية من المجلس الأعلى للثقافة، عام 1986.

## وفاته
كان الراحل الكبير يؤمن بالتجربة الذاتية ويعتقد أنها بأهمية المدرسة والجامعة والكتاب. قال لابنه الدكتور مسعد عويس: «سافر..وعش تجربة جديدة دون وجل..فالتجارب الإنسانية الواعية قناديل في دربنا الطويل الذي قد لايكون مفروشاً بالورود..».

## روابط إضافية
- سيد عويس على موقع أرشيف الشارخ.